# Travis Hunter
(en) Statistiques sur pro-football-reference
Travis Hunter (né le 18 mai 2003 à West Palm Beach en Floride) est sportif américain de football américain jouant aux postes de cornerback et de wide receiver dans la National Football League (NFL) pour la franchise des Jaguars de Jacksonville.

## Biographie

### Jeunesse
Hunter est né le 18 mai 2003 à West Palm Beach (Floride), où il grandit jusqu'à son déménagement à Atlanta (Géorgie) vers la fin de sa quatrième année au lycée,. Il va côtoyer pendant deux saisons, Frontia Fountain, entraîneur adjoint de football américain au Collins Hill High School de Suwanee (Géorgie) qui le fait jouer aux poste de cornerback et et de wide receiver,. En deuxième année, Hunter est le meilleur joueur défensif du comté de Gwinnett au nombre d'interceptions (7), tout en effectuant 49 réceptions pour 919 yards et 12 touchdowns en attaque. En troisième année, Hunter totalise huit interceptions et 51 plaquages, en plus de 137 réceptions et 1 746 yards et 24 touchdowns. Il est élu meilleur joueur lycéen de l'année de l'État de Géorgie. Il y également établi les records du comté de Gwinnett en une seule saison en termes de réceptions, de yards gagnés et de touchdowns inscrits,[2] menant les Eagles à un record de 12 victoires pour 3 défaites et à une apparition dans le match de championnat d'État de classe 7A.
En tant que senior, Hunter totalise 76 réceptions pour 1 128 yards et 10 touchdowns en attaque, et 23 plaquages, quatre interceptions et un fumble forcé en défense, bien qu'il ait raté cinq matchs à la suite d'une blessure à la cheville. Lors de la finale du championnat de l'État, Hunter effectue 10 réceptions pour 153 yards et un touchdown, ainsi qu'un fumble forcé, son équipe affichant une saison parfaite de 15 victoires sans défaite décrochant le premier titre d'État de l'histoire du lycée Collins Hill. Pour son dernier match avec son lycée, Hunter effectue 10 réceptions pour 178 yards et deux touchdowns malgré une défaite 36 à 40 contre Graham-Kapowsin, champions de l'État de Washington.
Hunter lors de sa carrière lycéenne, a également battu le record de l'État de Géorgie du plus grand nombre de touchdown inscrits en réception sur la carrière (48), précédemment détenu par Braxton Hicks. Hunter dispute le Polynesian Bowl 2022, où il est désigné meilleur joueur offensif du match avec cinq réceptions pour un gain de 54 yards.

### Carrière universitaire

#### Jackson State

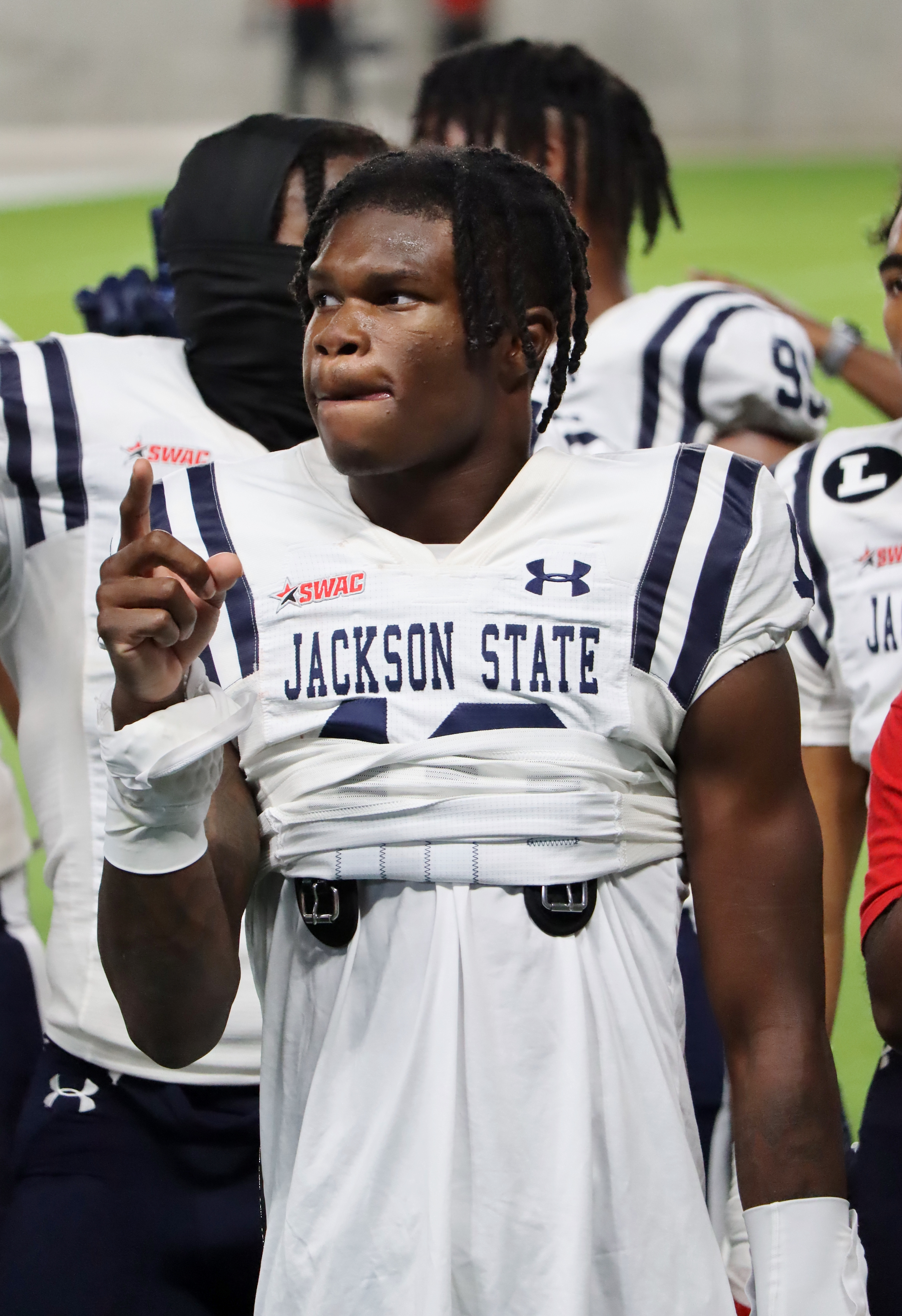
Hunter avec les Tigers de Jackson State en 2022.

Au niveau universitaire, Hunter joue en 2022 pour les Tigers de Jackson State dans la NCAA Division I FCS.
Hunter fait ses débuts universitaires contre Florida A&M (en) en première semaine, mais n'y enregistre aucune statistique. Lors de cette victoire, Hunter subit une blessure dont la teneur n'est pas été divulguée et qui l'a empêche de participer aux cinq prochains matchs. Hunter fait son retour pour une victoire en septième semaine contre Campbell (en), où il effectue quatre réceptions pour un gain de 24 yards. En dixième semaine, Hunter inscrit son premier touchdown universitaire ainsi que sa première interception contre Alabama A&M (en). La semaine suivante, Hunter réussit deux réceptions pour un gain de 49 yards et inscrit un touchdown contre Alcorn State (en) en attaque. Il y effectue également une interception pour la deuxième semaine consécutive. Lors du Celebration Bowl 2022 (en), Hunter totalise quatre réceptions pour 47 yards et deux touchdowns. Au terme de sa première saison universitaire, Hunter affiche un bilan de 19 plaquages, huit passes déviées, deux interceptions, un fumble récupéré et un touchdown défensif en sept matchs. En attaque, il a également réalisé 18 réceptions pour 188 yards et quatre touchdowns.

#### Colorado
L'année suivante, il rejoint les Buffaloes de l'université du Colorado où il joue pendant deux saisons au sein de la NCAA Division I FBS.
Il se voit décerner le Trophée Heisman lors de la saison 2024,.

### Carrière professionnelle

#### Draft
Le 24 avril 2025, Travis Hunter est sélectionné en 2e choix global lors du premier tour de la draft 2025 de la NFL par la franchise des Jaguars de Jacksonville.